# 渡辺覚造
渡辺 覚造（わたなべ かくぞう、1891年（明治24年）6月30日 - 1972年（昭和47年）3月1日）は、日本の医師、政治家。貴族院議員多額納税者、水戸市長、医学博士。

## 経歴
茨城県久慈郡世矢村（現・常陸太田市）出身。茨城県立太田中学校卒、1919年（大正8年）旧制愛知医科大学（現・名古屋大学医学部）卒。同大学付属病院に勤務。1929年（昭和4年）に水戸市で病院を開業する。1936年（昭和11年）大洗海岸に結核患者のサナトリウム大貫海岸病院を開設した。
1942年（昭和17年）1月、茨城県多額納税者として補欠選挙で貴族院多額納税議員に互選され、同月23日に就任し同成会に所属。同年10月、水戸市会の推薦により水戸市長に就任した。市長在任中には市内の小学校の給食を開始や市立図書館の開館があり、1945年（昭和20年）8月2日には水戸空襲が起きた。同月、終戦を迎え、翌9月に米軍が水戸に進駐、水戸市の戦災復興に乗り出した。復興の際に長屋町(水戸駅駅南)の市街地化を提案するが米軍に予算面で止められた。
1946年（昭和21年）4月に市長を退任。1947年（昭和22年）5月2日の貴族院廃止まで同議員を務めた。
その後は日本原子力産業会議の相談役に就任。この他茨城県医師会会長、日本医療団顧問、茨城県商工経済会会長などを歴任した。1972年死去。